# Séisme de 1967 d'Arette
Le séisme de 1967 d'Arette se produit le 13 août 1967 à 23 h 8 (UTC+1) dans le piémont béarnais des Pyrénées. D'une magnitude estimée à 5,5 sur l'échelle locale de Richter, il s'agit du plus important séisme ressenti en France métropolitaine au cours du XXe siècle, après celui de 1909 en Provence, et du dernier séisme ayant occasionné des dégâts importants et un bilan humain sur le territoire métropolitain. D'une intensité maximale de VIII sur l'échelle MSK au niveau de la zone épicentrale, il détruit une grande partie du proche village d'Arette, et endommage plusieurs villages alentour. Les secousses sont ressenties dans tout le Sud-Ouest de la France, ainsi qu'en Espagne. Malgré la violence du séisme, le bilan est relativement modeste et fait état d'un mort et d'une vingtaine de blessés.

## Séisme

### Événement principal
Le soir du 13 août 1967, la première secousse est ressentie à 23 h 8, alors que de nombreux habitants sont encore à l'extérieur, à profiter de la fraicheur de la soirée. Sa durée est estimée à six secondes, pour une intensité MSK de VI-VII à l'épicentre. Une deuxième secousse plus violente, d'une intensité MSK de VIII, se fait ressentir pendant huit secondes environ, trente-cinq secondes après la première (huit minutes après, selon le maire d'Arette Pierre Casabonne) ; le clocher de l'église s'écroule. Une troisième secousse de moindre importance (intensité MSK de V-VI) et plus brève se produit plus tard. L'épicentre du séisme est estimé à deux kilomètres environ à l'ouest du village d'Arette.

### Répliques
Le séisme du 13 août est suivi de nombreuses répliques dans les jours qui suivent. Ainsi, cinquante secousses sont dénombrées le 14 août, huit le 15 août, et onze le 16 août. Durant les deux semaines qui suivirent, environ trois à quatre secousses quotidiennes sont enregistrées. Ce rythme diminue à une à deux par jour pendant le mois de septembre.

### Bilan
La plupart des habitants ayant pu sortir après la première secousse, il n'y eut qu'un mort, une femme âgée de 80 ans qui était restée dans sa maison. Le village a dû être reconstruit, en particulier l'église dont le clocher s'était à moitié effondré. Au lendemain du séisme, le Secrétaire d'État à l'emploi, Jacques Chirac, est venu sur place constater les dégâts.